# Águas Mornas
Águas Mornas é um município brasileiro do estado de Santa Catarina. Localiza-se a uma latitude 27º41'38" sul e a uma longitude 48º49'25" oeste, estando a uma altitude de 70 metros (sede municipal), possui uma área de 326,660 km².
É conhecida por suas águas termominerais que são consideradas entre as melhores do mundo.
Atrai milhares de turistas nas suas piscinas com água a 39 °C o ano inteiro. Recomendável para tratamento de reumatismo, aparelho digestivo, aparelho renal e renovesical, doenças do coração, doenças metabólicas, prevenção de cáries, sistema nervoso, stress, tratamento de pele e osteoporose.

## Etimologia
De recomendação pela qualidade de terapia de suas águas termais, brotando da terra a uma temperatura de 39º, com uma vazão natural de 2 milhões e 400 mil litros por dia, o nome do município de Águas Mornas vem do seu enriquecido líquido, pelo qual inclusive foi transformada em uma das estâncias hidro-minerais mais confiáveis, perdendo apenas para as francesas Vichy e Ax-Les Thermes.

## Águas termais
As águas termais do município de Águas Mornas são classificadas como mesotermais radioativas, com temperatura constante em torno de 39 °C. As águas emergem de terrenos pré-cambrianos e apresentam teor de radioatividade, termalidade e baixa mineralização. Sua origem deve-se a um derrame triássico, que situou-se nas áreas dos municípios de Águas Mornas e Santo Amaro da Imperatriz. As rochas dominantes são os micaschilos e os gneiss, cortados por veias de diábases, pegmatitos e pelo granito.
A origem dessa água, que emerge de terrenos pré-cambrianos, é um derrame triássico, que invadiu toda a região de Águas Mornas e do município vizinho de Santo Amaro da Imperatriz.

## Reservas ambientais
Uma parte considerável de seu território faz parte do Parque Estadual do Tabuleiro, maior Unidade de Conservação em Santa Catarina, representando 1% do estado catarinense, é um dos habitats naturais críticos na região da América Latina e do Caribe.
Outra Unidade de Conservação do município é a RPPN Rio das Lontras, uma Reserva Particular do Patrimônio Natural criada para proteção da biodiversidade da Mata Atlântica.

## História

### Origens e povoamento
A história de Águas Mornas teve início em meados do século XIX, quando a primeira colonização foi providenciada no território municipal. Foram passados os anos de 1859 e 1860, quando o presidente da Província de Santa Catarina, Francisco Carlos de Araújo Brusque dividiu parte dos vales dos rios dos Cedros e Cubatão em lotes coloniais. Os colonos eram procedentes da Alemanha, e os primeiros imigrantes vieram em 3 de junho de 1860. Destes, as primeiras famílias que entraram eram chefiadas por cinco homens: Alberto Probst, Guilherme Westphal, Frederico Kirchner, Luiz Bran e Pedro Schmitz. Naquela época, a cidade alemã de Metelen foi o ponto de origem de Anton Lehmkuhl, o qual popularmente chamava-se coronel Antônio Lehmkuhl. A imigração foi intensificada, quando a localidade começou a progredir-se relativamente. A localidade de Águas Mornas foi chamada inicialmente de Teresópolis.

### Formação administrativa e história recente
Em 1886, a nova colônia elevou-se a distrito. Porém, seu ritmo de desenvolvimento foi diminuído e somente em 19 de dezembro de 1961, por meio da lei nº 790, emancipou-se politicamente. A data histórica de instalação do novo município é 29 de dezembro de 1961. José Hygino Martins foi o primeiro prefeito municipal provisório (de 1961 até 1961). Em 1963, o senhor Paul Esser foi o primeiro prefeito que venceu as primeiras eleições municipais.
A lavoura é a atividade econômica de maior destaque. Sua superfície é de 326 km², que desmembraram-se do território municipal de Santo Amaro da Imperatriz.

## Bairros e localidades históricas

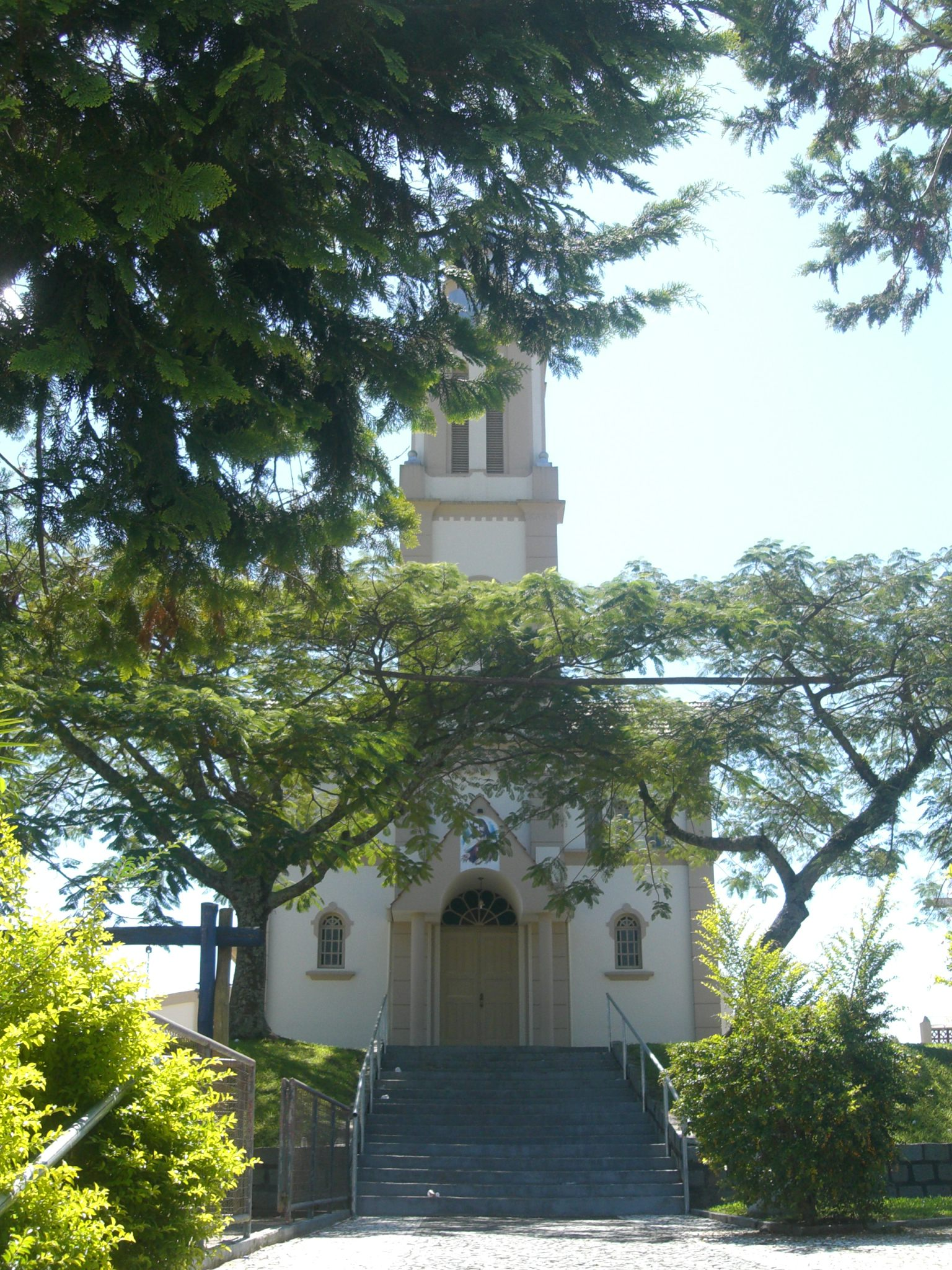
Igreja de Águas Mornas e a praça Evaldo Carlos Lehmkuhl.

- Canto dos Kraus
- Canto dos Schuch
- Centro
- Fazenda do Sacramento I
- Fazenda do Sacramento II
- Fazenda Ressurreição
- Löffelscheidt ou Loeffelscheidt
- Rio Cubatão
- Rio do Cedro
- Rio dos Porcos
- Rio Gaspar
- Rio Miguel
- Rio Novo
- Rio Salto
- Santa Cruz da Figueira
- Segunda Linha
- Primeira Linha
- Vila Nova
- Santa Isabel
- Teresópolis
- Vargem Grande

## Prefeitos
| Prefeito               | Início do mandato | Fim do mandato |
| ---------------------- | ----------------- | -------------- |
| José Hygino Martins    | 1961              | 1963           |
| Paul Esser             | 1963              | 1969           |
| Balduino Weber         | 1969              | 1973           |
| Germano José Steinbach | 1973              | 1977           |
| Mário José Koerich     | 1977              | 1983           |
| Walmor Lehmkuhl        | 1983              | 1988           |
| Elmar Antônio Thiesen  | 1988              | 1992           |
| Lauri Thiesen          | 1993              | 1996           |
| Valdecir José Sens     | 1997              | 2000           |
| Elmar Antônio Thiesen  | 2001              | 2004           |
| Elmar Antônio Thiesen  | 2005              | 2008           |
| Pedro Francisco Garcia | 2009              | 2012           |
| Pedro Francisco Garcia | 2013              | 2016           |
| Omero Prim             | 2017              | atualidade     |

Até 1983 os mandatos encerravam-se em 31 de janeiro, passando a ser concluídos a partir de então em 31 de dezembro.